# Казе Пакијарота (Пескара)
Казе Пакијарота (итал. Case Pacchiarotta) је насеље у Италији у округу Пескара, региону Абруцо.
Према процени из 2011. у насељу је живело 19 становника. Насеље се налази на надморској висини од 150 м.